# Municipio de Stroud
El municipio de Stroud  (en inglés: Stroud Township) es un municipio ubicado en el condado de Monroe en el estado estadounidense de Pensilvania. En el año 2000 tenía una población de 17.533 habitantes y una densidad poblacional de 173,1 personas por km².

## Geografía
El municipio de Stroud se encuentra ubicado en las coordenadas 40°58′00″N 75°07′28″O / 40.96667, -75.12444.

## Demografía
Según la Oficina del Censo en 2000 los ingresos medios por hogar en la localidad eran de $53,428 y los ingresos medios por familia eran $61,349. Los hombres tenían unos ingresos medios de $44,621 frente a los $27,065 para las mujeres. La renta per cápita para la localidad era de $23,460. Alrededor del 7,1% de la población estaban por debajo del umbral de pobreza.